# Ride a Rock Horse
Ride a Rock Horse je druhé studiové album anglického zpěváka Rogera Daltreyho. Bylo vydáno 4. července 1975 ve Spojeném království vydavatelstvím Track Records a ve Spojených státech vydavatelstvím MCA Records. Daltrey jej nahrával během natáčení filmu Lisztomania režiséra Kena Russella. Na obalu alba, který navrhl a nafotil Daltreyho bratranec Graham Hughes, je zpěvák vyobrazen jako kentaur.
Z alba Ride a Rock Horse byly vydány tři singly: „Come and Get Your Love“, „Walking the Dog“ a „Oceans Away“. „Come and Get Your Love“ dosáhla na 68. místo v žebříčku US Billboard Hot 100 a „Walking the Dog“, coververze písně Rufuse Thomase, dosáhla na 52. místo v UK Singles Chart. Samotné album se umístilo na 14. místě v žebříčku UK Albums Chart a na 28. místě v žebříčku US Billboard 200. K písni „Hearts Right“ byl vytvořen videoklip s grafikou a animacemi Geralda Scarfa, který se později proslavil svou prací pro Pink Floyd.

## Seznam skladeb
| Strana 1 | Strana 1               | Strana 1              | Strana 1 |
| Pořadí   | Název                  | Autor                 | Délka    |
| -------- | ---------------------- | --------------------- | -------- |
| 1.       | Come and Get Your Love | Russ Ballard          | 3:46     |
| 2.       | Hearts Right           | Paul Korda            | 3:02     |
| 3.       | Oceans Away            | Phillip Goodhand-Tait | 3:17     |
| 4.       | Proud                  | Ballard               | 4:54     |
| 5.       | World Over             | Korda                 | 3:11     |

| Strana 2 | Strana 2                     | Strana 2                      | Strana 2 |
| Pořadí   | Název                        | Autor                         | Délka    |
| -------- | ---------------------------- | ----------------------------- | -------- |
| 6.       | Near to Surrender            | Ballard                       | 2:35     |
| 7.       | Feeling                      | Korda                         | 4:38     |
| 8.       | Walking the Dog              | Rufus Thomas                  | 4:37     |
| 9.       | Milk Train                   | Dominic Bugatti, Frank Musker | 3:21     |
| 10.      | I Was Born to Sing Your Song | Chris Neal, Donny Marchand    | 4:36     |

## Obsazení
- Roger Daltrey – vokály
- Russ Ballard – kytara, klávesy, doprovodné vokály
- Clem Clempson – kytarové sólo ve skladbě „Feeling“
- Dave Wintour – basová kytara
- Stuart Francis – bicí
- John Barham – smyčcové a žesťové aranže
- Paul Korda – klavír, doprovodné vokály
- Henry Spinetti – bicí
- Tony Meehan – konga, smyčce, lesní rohy, plátkové nástroje
- Alan Wicket – shakery ve „Walking the Dog“
- Phil Kenzie – saxofon
- Nick Newall – altsaxofon
- Alan Brown – trubka
- Kokomo, Paul Gorda, Sweedies – doprovodné vokály

Technické
- John Jansen, Will Reid-Dick – inženýři
- Graham Hughes – fotografie, umělecká režie